# Acrosathe vialis
Acrosathe vialis är en tvåvingeart som först beskrevs av Osten Sacken 1877.  Acrosathe vialis ingår i släktet Acrosathe och familjen stilettflugor.
Artens utbredningsområde är Kalifornien. Inga underarter finns listade i Catalogue of Life.